# Camí de les Plantes
El Camí de les Plantes és un camí del terme de Castell de Mur, Pallars Jussà, dins de l'antic terme de Guàrdia de Tremp.
Arrenca de la mateixa vila de Guàrdia de Noguera, en el seu extrem sud, a l'antiga sortida pel traçat antic de la carretera LV-9124, a migdia de la Zona Esportiva Municipal. Des d'aquell lloc s'adreça cap al sud-oest, passa ran del Camp de Tir Municipal i de la partida de la Torreta, que deixa al sud-est, i va donant servitud a tot de camps de conreu de la zona. Al cap de
 es transforma en el Camí de la Canissera.

## Etimologia
Pren el nom del fet que comunica tot de camps de conreu de les Plantes, amb la vila de Guàrdia de Noguera.